# Archieparquía de Petra y Filadelfia
La archieparquía de Petra y Filadelfia o de Petra, Filadelfia y toda la Transjordania (en latín: Archieparchia Petrensis et Philadelphiensis y en árabe: بترا وفيلادلفيا - عمان‎) es una circunscripción eclesiástica de la Iglesia católica en Jordania. Se trata de una archieparquía greco-católica melquita, inmediatamente sujeta al patriarca de Antioquía de los melquitas. Desde el 20 de febrero de 2018 su archieparca es Joseph Gébara.

## Territorio y organización
La archieparquía tiene 89 342 km² extiende su jurisdicción sobre los fieles de rito bizantino melquita residentes en Jordania.
La sede de la archieparquía se encuentra en la ciudad de Amán, en donde se halla la Catedral de San Jorge.
En 2021 en la archieparquía existían 30 parroquias.

## Historia

### Antigua sede de Petra

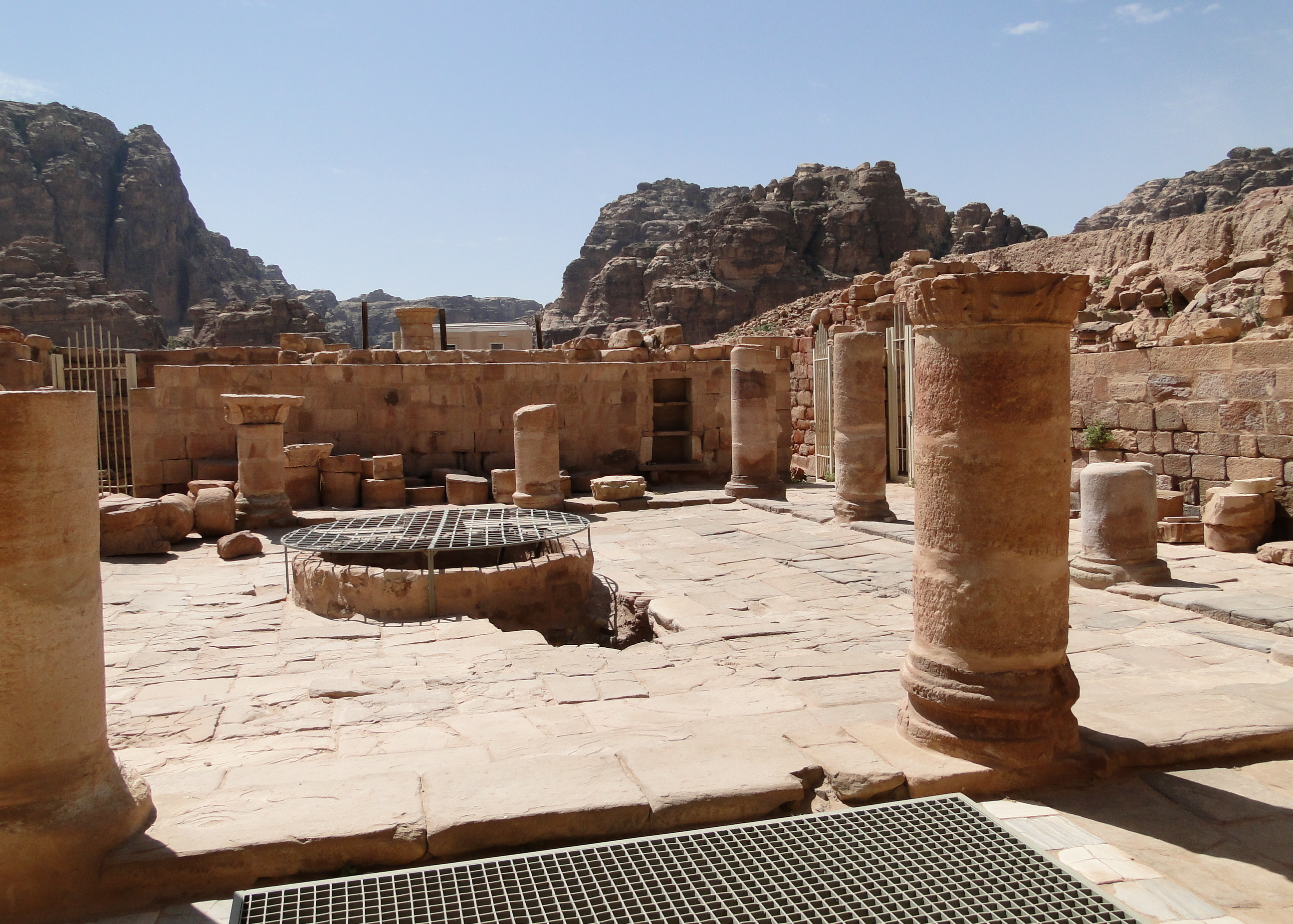
Una iglesia bizantina en Petra, descubierta en 1990, rica en numerosos mosaicos en perfecto estado de conservación, candidata al título de antigua catedral de Petra

Petra, cuyo yacimiento arqueológico se encuentra en la actual Jordania, fue la antigua sede metropolitana de la provincia romana de Palestina Tercia en la diócesis civil del Oriente y en el patriarcado de Jerusalén. De la provincia eclesiástica de Petra dependían las siguientes diócesis sufragáneas: Arad, Areopoli, Arindela, Augustopoli, Metrocomias, Caracmoba, Ela, Elusa, Faran, Feno, Jotapa y Zoara.
Entre los testimonios arqueológicos más importantes sobre la presencia cristiana en Petra, cabe destacar el hallazgo de una inscripción en la llamada «tumba con la urna corintia», uno de los edificios funerarios monumentales de la ciudad: la inscripción recuerda la transformación de la tumba en la iglesia (¿quizás la catedral?) y su consagración en 446 en la época del obispo Jason y el diácono Julian. Desde 1990 se ha sacado a la luz otra iglesia monumental de la época bizantina, rica en numerosos mosaicos perfectamente conservados; esta iglesia también pudo haber sido la catedral de Petra.
La sede de Petra, como todas las demás sedes episcopales de la provincia de Palestina Terza, formó parte del patriarcado de Antioquía y de la metrópolis de Bosra, hasta mediados del siglo V cuando toda la provincia eclesiástica quedó sometida al patriarca de Jerusalén.
A pesar de la riqueza del sitio, las fuentes monumentales, epigráficas y de mosaicos han devuelto el nombre de un solo obispo, Jasón en 446. Las fuentes literarias conocen sólo cinco obispos de Petra. El primero es también el más conocido, san Asterio; participó en el Concilio de Sárdica (343/344), donde intervino duramente contra el arrianismo, lo que provocó su destierro a África por voluntad de Constancio II; de regreso a su patria, participó en un concilio celebrado en Alejandría en 362; durante su exilio la sede fue ocupada por el arriano Germano, quien participó en el concilio de Seleucia en 359.
Sigue a Juan, que fue probablemente el primer metropolitano de Petra, y que fue uno de los destinatarios de la carta escrita en 457 a todos los metropolitanos del imperio por el emperador León I tras el asesinato de Proterio de Alejandría. Teodoro participó en el sínodo de Jerusalén en 536 convocado por el patriarca Pedro de Jerusalén contra Antimo de Constantinopla y que reunió a los obispos de las Tres Palestinas. 
La última referencia a la Petra bizantina proviene del Pratum spirituale de Juan Mosco, escrito en las primeras décadas del siglo VII. Da una anécdota sobre su obispo, Athenogenes (el último obispo conocido). Dejó de ser un metropolitanato en algún momento antes de 687 cuando esa función había sido transferida a Areopolis. Petra no se menciona en las narraciones de la conquista musulmana de Siria y Palestina (634-638), ni aparece en ningún registro islámico temprano. Petra gradualmente se vació de sus habitantes y se convirtió en una simple aldea hacia el año 700.
La Primera cruzada en el siglo XI ocupó Petra y en el siglo XII se erigió una arquidiócesis del rito latino llamada Petra Deserti.
Le Quien documenta la existencia de un Doroteo de Petra en 1672; probablemente fue un arzobispo titular de la Iglesia ortodoxa de Jerusalén.

### Antigua sede de Filadelfia de Arabia

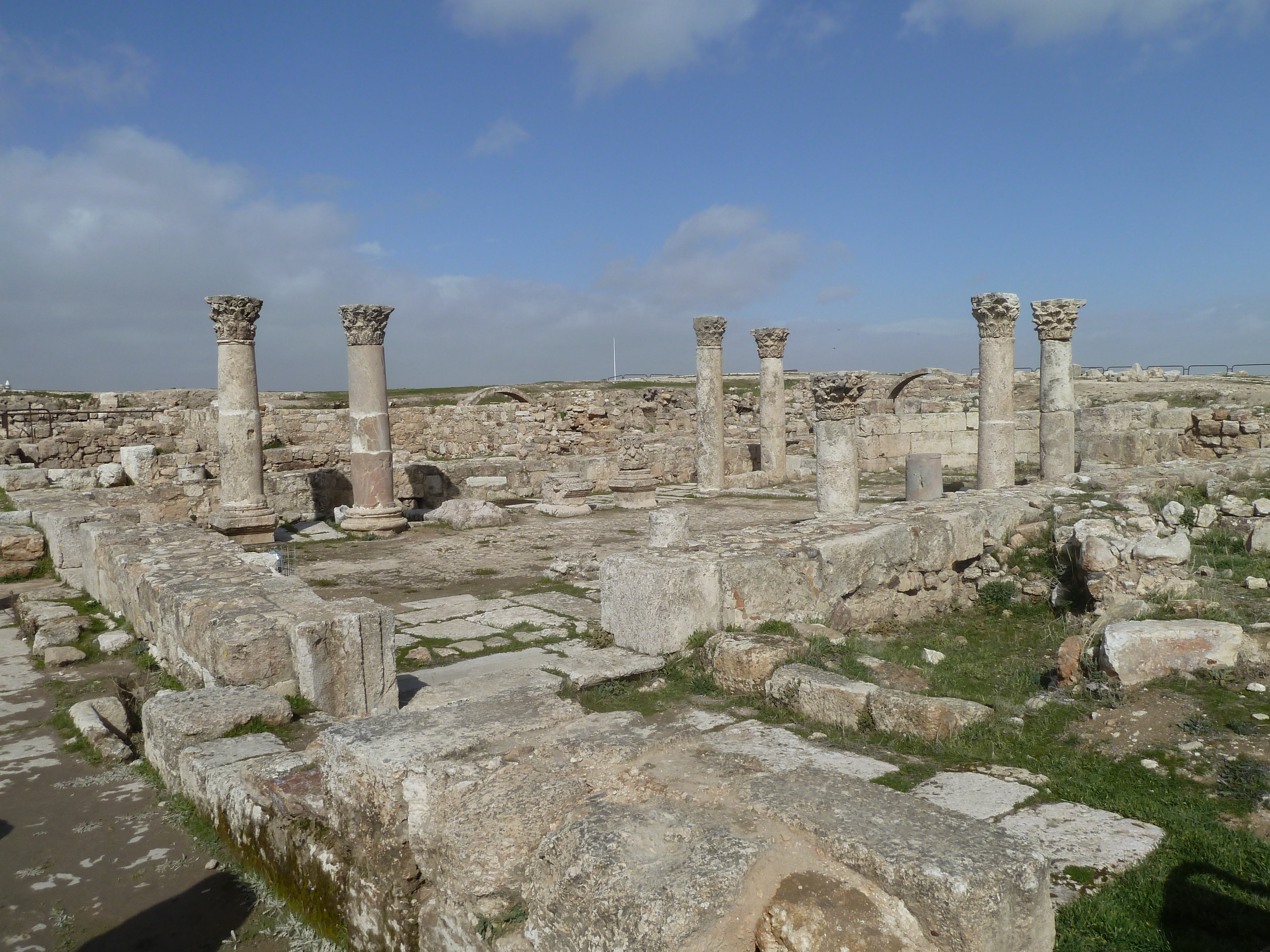
Ruinas de una antigua iglesia bizantina en Amán

Filadelfia de Arabia, correspondiente a la ciudad de Amán, fue una antigua sede episcopal de la provincia romana de Arabia en la diócesis civil de Oriente. Formaba parte del patriarcado de Antioquía y era sufragánea de la arquidiócesis de Bosra, como lo atestigua una Notitia Episcopatuum del siglo VI.
Hay varios obispos conocidos de esta antigua diócesis. Las fuentes literarias documentan tres obispos: Cirión, que participó en el Concilio de Nicea I en el 325 y en un concilio celebrado en Antioquía, quizás en el 330; Eulogio, que estuvo entre los padres del Concilio de Calcedonia en 451; y Giovanni, destinatario de una carta del papa Martín I.
Los descubrimientos arqueológicos, especialmente en los pueblos alrededor de Amán, han devuelto los nombres de varios obispos: Teodosio, documentado en 502 y 508; Poliucto y Tommaso, cuyas inscripciones no tienen fecha precisa; y George, cuya inscripción lleva la fecha de 687 y es el último conocido y ya en el período islámico, pues hacia 630 Filadelfia fue conquistada por el Califato ortodoxo y rebautizada Amán, perdiendo importancia.
Desde el siglo XIV Filadelfia de Arabia se cuenta entre las sedes episcopales titulares de la Iglesia católica.

### Archieparquía actual
En 1772 el patriarca de Antioquía de los melquitas recibió jurisdicción espiritual sobre el área del antiguo patriarcado de Jerusalén. El territorio del norte de Jordania siempre había sido parte de la archieparquía de Bosra, mientras que el resto del territorio era antiguamente parte de la metrópolis de Petra. En 1907 el área de Transjordania al norte del río Zarqa fue separada del vicariato patriarcal melquita de Jerusalén (hoy territorio dependiente del patriarca) y agregada a la eparquía de San Juan de Acre (hoy archieparquía). A principios del siglo XX el patriarca latino de Jerusalén, el obispo melquita de San Juan de Acre y el vicario patriarcal melquita de Jerusalén establecieron misiones en Transjordania.
La archieparquía de Transjordania fue erigida el 2 de mayo de 1932 con la bula Apostolica Sedes del papa Pío XI, separando territorio de la eparquía de San Juan de Acre, de la archieparquía de Bosra y Haurán y del vicariato patriarcal melquita de Jerusalén (hoy territorio dependiente del patriarca).

Cum itaque in regione illa, quae per mare Mortuum ac Jordanem flumen a Palaestina seiungitur et ab hoc flumine Transjordaniam nomen sumit, christiani populi orientalis ritus, ad unam et sanctam catholicam Ecclesiam magis in dies cor et oculos vertentes, in communitatem sat incolarum numero praestantem coaluerint, peropportunum Nobis visum est eamdem, regionem canonice ordinare, ipsamque ad verae et propriae dioecesis dignitatem eveher (...)

La erección de la archieparquía fue la ocasión de una disputa entre el patriarca melquita y la Santa Sede. El patriarca pensaba que la erección de la circunscripción eclesiástica dependía de él, ya que la nueva sede era según él una parte integral de su patriarcado. En cambio, en Roma se partió del principio de que la mayor parte del territorio de la nueva archieparquía dependía del patriarcado de Jerusalén, del cual el patriarca de Antioquía era solo administrador, y que las condiciones de esta administración nunca habían sido determinadas o aclaradas. Pío XI quería que la nueva archieparquía estuviera administrativamente subordinada al patriarca latino de Jerusalén, mientras que el patriarca melquita estaría solo en el cargo de administrador, pero la bula estableció que quedara bajo la jurisdicción del patriarcado melquita. 
En la citada bula, la archieparquía asumió el nombre de Transjordania, terminología ajena a la historia y tradición no sólo de la Iglesia melquita, sino de todo el Oriente cristiano. Además, la misma bula añade que «Transjordaniam regionem in veram ac propriam archidioecesim erigimus et constituimus», sin precisar más si por archidioecesis entendía una sede autocéfala o una metrópoli, realidades muy distintas en el derecho canónico oriental.
El patriarca Kyrillos IX Moghabghab consagró al primer archieparca, Paul Salman, en El Cairo el 5 de junio de 1932, confiándole el título de metropolitano de Petra, Filadelfia y Transjordania. Estos títulos unen dos sedes antiguas, Petra de Palestina y Filadelfia en Arabia: la primera era una sede metropolitana y la segunda una diócesis sufragánea simple. La primera era parte del patriarcado de Jerusalén, la segunda del de Antioquía. Según Korolevsky (Dict. Hist. et Géogr. eccl.), estas inexactitudes son un signo "«de la falta total de conocimiento en el campo de la geografía eclesiástica antigua y tradicional»".

## Estadísticas
Según el Anuario Pontificio 2022 la archieparquía tenía a fines de 2021 un total de 26 000 fieles bautizados.
| Año                                                                             | Población            | Población | Población      | Sacerdotes | Sacerdotes    | Sacerdotes    | Bautizados por sacerdote | Diáconos permanentes | Religiosos | Religiosos | Parroquias |
| Año                                                                             | Bautizados católicos | Total     | % de católicos | Total      | Clero secular | Clero regular | Bautizados por sacerdote | Diáconos permanentes | Varones    | Mujeres    | Parroquias |
| ------------------------------------------------------------------------------- | -------------------- | --------- | -------------- | ---------- | ------------- | ------------- | ------------------------ | -------------------- | ---------- | ---------- | ---------- |
| 1950                                                                            | 10 500               | 400 000   | 2.6            | 17         | 14            | 3             | 617                      |                      |            | 14         | 28         |
| 1969                                                                            | 45 000               | 1 350 000 | 3.3            | 26         | 20            | 6             | 1730                     |                      | 6          | 30         | 23         |
| 1980                                                                            | 18 000               | ?         | ?              | 22         | 17            | 5             | 818                      |                      | 5          | 42         | 32         |
| 1990                                                                            | 17 262               | ?         | ?              | 20         | 16            | 4             | 863                      |                      | 4          | 30         | 34         |
| 1999                                                                            | 31 300               | ?         | ?              | 28         | 23            | 5             | 1117                     |                      | 5          | 15         | 28         |
| 2007                                                                            | 27 000               | ?         | ?              | 29         | 24            | 5             | 931                      |                      | 8          | 24         | 28         |
| 2013                                                                            | 28 200               | ?         | ?              | 25         | 25            |               | 1128                     | 1                    | 1          | 23         | 31         |
| 2016                                                                            | 30 000               | ?         | ?              | 21         | 21            |               | 1428                     |                      |            | 14         | 30         |
| 2019                                                                            | 24 000               |           |                | 22         | 22            |               | 1090                     |                      | 2          | 14         | 30         |
| 2021                                                                            | 26 000               | ?         | ?              | 22         | 22            |               | 1181                     | 2                    | 1          | 14         | 30         |
| Fuente: Catholic-Hierarchy, que a su vez toma los datos del Anuario Pontificio. |                      |           |                |            |               |               |                          |                      |            |            |            |

## Episcopologio

### Antigua sede de Petra
- San Asterio † (antes de 343/344-después de 362)
  - Germán † (mencionado en 359) (obispo arriano)
- Giasone † (mencionado en 446)
- Juan † (mencionado en 457)
- Teodoro † (mencionado en 536)
- Atenogene † (fines del siglo VI/principio del siglo VII)

### Antigua sede de Filadelfia
- Cirione † (mencionado en 325)
- Eulogio † (mencionado en 451)
- Teodosio † (antes de 502-después de 508)
- Poliucto †[9]
- Tommaso †
- Giovanni † (mencionado en 649)[10]
- Giorgio † (mencionado en 687)

### Sede de Petra y Filadelfia
- Paolo Salman † (2 de mayo de 1932-1 de julio de 1948 falleció)
- Mikhayl Assaf † (19 de septiembre de 1948-10 de agosto de 1970 falleció)
- Saba Youakim, B.S. † (15 de octubre de 1970-24 de agosto de 1992 retirado)
- Georges El-Murr, B.C. † (26 de agosto de 1992-18 de junio de 2007 retirado)
- Yasser Ayyash (21 de junio de 2007-14 de abril de 2015 renunció)[nota 1]
  - Sede vacante (2015-2018)[nota 2][11]
- Joseph Gébara, desde el 20 de febrero de 2018